# Belsh
Belsh è un comune albanese situato nella prefettura di Elbasan. È il centro principale della regione della Dumrea.
In seguito alla riforma amministrativa del 2015, sono stati accorpati a Belsh i comuni di Fierzë, Grekan, Kajan e Rrasë, portando la popolazione complessiva a 19.503 abitanti (dati del censimento 2011).

## Storia
Nel 1982 è stata scoperta una tomba a tumulo con molte sepolture, utilizzata dal VI al IV secolo a.C.. Sono stati trovati corredi funebri di particolare interesse, con armi, gioielli e vasi in bronzo riferibili a tutte le maggiori culture contemporanee dell'area mediterranea.